# Сеффнер (Флорида)
Сеффнер (англ. Seffner) — статистически обособленная местность, расположенная в округе Хилсборо (штат Флорида, США) с населением в 5467 человек по статистическим данным переписи 2000 года.

## География
По данным Бюро переписи населения США статистически обособленная местность Сеффнер имеет общую площадь в 9,58 квадратных километров, из которых 9,32 кв. километров занимает земля и 0,26 кв. километров — вода. Площадь водных ресурсов округа составляет 2,71 % от всей его площади.
Статистически обособленная местность Сеффнер расположена на высоте 21 м над уровнем моря.

## Демография
| Год переписи        | Нас. |  | %±   |
| ------------------- | ---- |  | ---- |
| 1990                | 5371 |  | —    |
| 2000                | 5467 |  | 1,8% |
| 1990–2000 Источник: |      |  |      |

По данным переписи населения 2000 года в Сеффнерe проживало 5467 человек, 1520 семей, насчитывалось 2075 домашних хозяйств и 2168 жилых домов. Средняя плотность населения составляла около 570,67 человек на один квадратный километр. Расовый состав населённого пункта распределился следующим образом: 91,35 % белых, 3,26 % — чёрных или афроамериканцев, 0,29 % — коренных американцев, 1,02 % — азиатов, 1,37 % — представителей смешанных рас, 2,71 % — других народностей. Испаноговорящие составили 8,21 % от всех жителей статистически обособленной местности.
Из 2075 домашних хозяйств в 34,9 % воспитывали детей в возрасте до 18 лет, 56,1 % представляли собой совместно проживающие супружеские пары, в 11,7 % семей женщины проживали без мужей, 26,7 % не имели семей. 21,5 % от общего числа семей на момент переписи жили самостоятельно, при этом 8,9 % составили одинокие пожилые люди в возрасте 65 лет и старше. Средний размер домашнего хозяйства составил 2,63 человек, а средний размер семьи — 3,04 человек.
Население статистически обособленной местности по возрастному диапазону по данным переписи 2000 года распределилось следующим образом: 26,4 % — жители младше 18 лет, 7,7 % — между 18 и 24 годами, 29,9 % — от 25 до 44 лет, 24,4 % — от 45 до 64 лет и 11,6 % — в возрасте 65 лет и старше. Средний возраст жителей составил 37 лет. На каждые 100 женщин в Сеффнерe приходилось 95,4 мужчин, при этом на каждые сто женщин 18 лет и старше приходилось 90,0 мужчин также старше 18 лет.
Средний доход на одно домашнее хозяйство статистически обособленной местности составил 42 614 долларов США, а средний доход на одну семью — 49 152 доллара. При этом мужчины имели средний доход в 32 266 долларов США в год против 26 328 долларов среднегодового дохода у женщин. Доход на душу населения статистически обособленной местности составил 42 614 долларов в год. 3,2 % от всего числа семей в населённом пункте и 4,6 % от всей численности населения находилось на момент переписи населения за чертой бедности, при этом 4,0 % из них были моложе 18 лет и 7,5 % — в возрасте 65 лет и старше.